# Michał Kubik
Michał Kubik (ur. w Gliwicach) – polski dziennikarz radiowy.
Wykształcenie wyższe – muzykologia w Katedrze Teorii i Historii Muzyki Uniwersytetu Jagiellońskiego. Przez wiele lat w duecie z Tadeuszem Sołtysem prowadził poranne audycje RMF FM. Najpierw Ni w 5 ni w 9, następnie istniejące do dziś Wstawaj szkoda dnia. Wraz z Marzeną Rogalską był gospodarzem „Słonecznego Patrolu”. Kubik rozstał się z RMF FM w 2001. Następnie pracował w krakowskim Radiu Wanda. Pod koniec 2003 roku wrócił na Kopiec Kościuszki i został dyrektorem programowym RMF Classic. Obecnie już tam nie pracuje. Po odejściu z RMF Classic został trenerem i szkoleniowcem z zakresu budowania zespołu, współpracy, komunikacji, przywództwa, zarządzania zmianą.